# Карл VI
Карл VI (на немски: Karl VI.; * 1 октомври 1685, † 20 октомври 1740) е император на Свещената Римска империя, крал на Бохемия (като Карел II), Унгария и Хърватия от 1711 до 1740 г. От 1703 до 1711 той е активен претендент за трона на Испания.

## Произход
Карл е роден във Виена като втори син на император Леополд I и неговата трета съпруга, принцеса Елеонора Магдалена фон Пфалц-Нойбург. Той е кръстен със следното пълно име Карл Франц Йозеф Венцеслау Балтазар Йохан Антон Игнатиус. Неговият титул е принц Антон Флориан от Лихтенщайн.

## Управление
Карл е уговореният австрийски наследник на испанските Хабсбурги. Когато Карлос II от Испания прави завещание в полза на френския кандидат – бъдещият Филип V – това противоречи на два договора за подялба на наследството, сключени между Франция и Англия. Спорът за короната на Испания води до Война за испанското наследство (1702 -1714), в която Австрия, Англия и Съединените провинции се противопоставят на Франция и нейните съюзници. В хода на войната Карл нахлува в Испания с австрийски и английски сили през 1705 г. в опит да се укрепи и остава там шест години. След като по-големият му брат Йозеф I умира изненадващо през 1711 г., Карл се връща във Виена. Той наследява веднага титлата крал на Унгария, Хърватия и Бохемия. По-късно същата година във Франкфурт е избран и за свещен римски император.
Въпреки че Карл изглежда неумел относно политически въпроси, австрийската монархия достига своето най-голямо териториално разширение при неговото управление. След договора от Ращат Австрия получава територии в Италия, а след настъпването на мира Карл води успешна война с Османската империя (1716 – 18), в резултат на което печели територии в Унгария и Сърбия. Неговата върховна армия обаче е победена от босненци през 1737 в битката при Баня Лука.
Империята получава икономически тласък с основаването на печелившата търговска компания Остенде (1722 – 31) и с разширяването на пристанище Триест.
През своя живот Карл има множество музикални амбиции. Ученик като момче на Йохан Йозеф Фукс, той композира, свири на клавесин и понякога дирижира оркестъра на съда.

## Брак и деца
Карл се жени за Елизабет Христина фон Брауншвайг-Волфенбютел, най-възрастната дъщеря на Лудвиг Рудолф (Брауншвайг-Волфенбютел) и принцеса Кристина Луиза фон Йотинген-Йотинген (* 30 март 1671, † 12 ноември 1747). Техни деца достигнали до зряла възраст са:
- Мария Терезия (1717 – 1780), императрица на Свещената Римска империя (1745 – 1765);
- Мария Анна Баварска (1734 – 1776), маркграфиня на Баден-Баден.

- Портрет на Елизабет Христина
- Мария Терезия,
 дъщеря
- Мария Анна Баварска,
дъщеря

## Смърт и наследство
Когато Карл VI умира, той няма мъжки наследници – ситуация, която Карл е предвидил в Прагматическата санкция от 1713 година, където се определя, че владенията на Карл не могат да се делят и се позволява на дъщерите му също да наследят трона на бащите си.
След смъртта му започва Войната за австрийско наследство, но на края дъщеря му Мария Терезия става кралица на Унгария и Бохемия и главна херцогиня на Австрия. Но въпреки това, понеже е жена, тя не бива избрана да управлява Свещената Римска империя. Вместо това е избран баварският курфюрст Карл VII. След края на управлението на Карл VII съпругът на Мария Терезия – Франц III Щефан – е избран за свещен римски император, което подсигурява Империята в ръцете на Хабсбургите.